# Volkivka, Hluhiv
Volkivka (în ucraineană Волківка) este un sat în comuna Hodîne din raionul Hluhiv, regiunea Sumî, Ucraina.

## Demografie
Componența lingvistică a localității Volkivka
     Rusă (96,15%)
     Ucraineană (3,85%)
Conform recensământului din 2001, majoritatea populației localității Volkivka era vorbitoare de rusă (96,15%), existând în minoritate și vorbitori de ucraineană (3,85%).